# Finanzamt Schöneberg

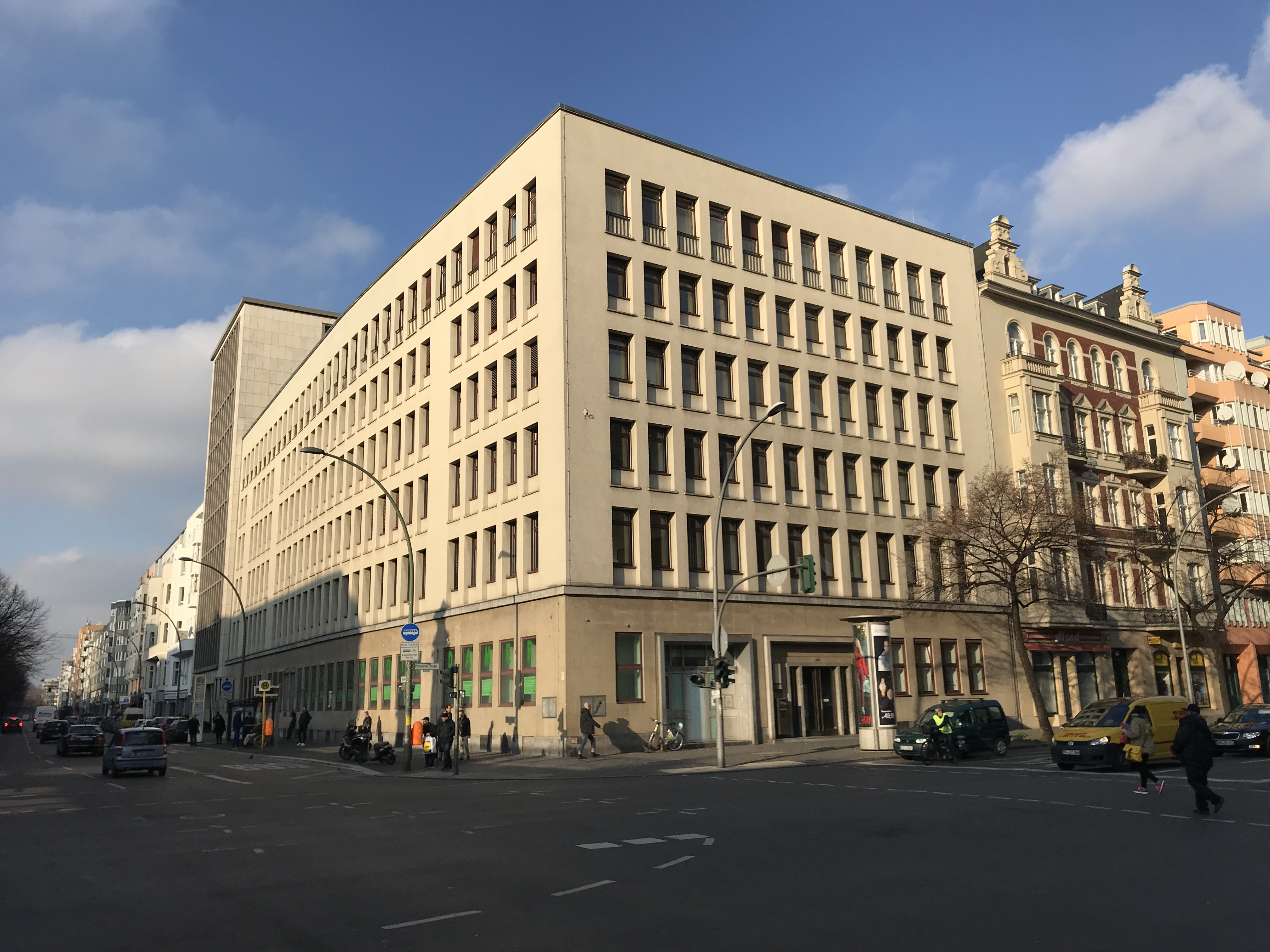
Finanzamt Schöneberg in der Potsdamer Straße 140

Das Finanzamt Schöneberg ist eine örtliche Behörde der Finanzverwaltung in Berlin und ein Finanzamt der Stadt Berlin. Es untersteht der Senatsverwaltung für Finanzen (Steuerabteilung) in Berlin und hat die Bundesfinanzamtsnummer 1118.

## Aufgaben
Das Finanzamt Schöneberg ist zuständig für die Besteuerung aller im Bezirk Schöneberg wohnenden, natürlichen Personen und zusätzlich für die Verwaltung der Erbschaft- und Schenkungsteuer für ganz Berlin.

## Gebäude
Das Gebäude des Finanzamts befindet sich in der Potsdamer Straße 140 Ecke Bülowstraße 85–88 im Ortsteil Schöneberg. Der denkmalgeschützte Komplex wurde 1950–1951 und 1955–1957 von Paul Schwebes für die Berliner Disconto Bank gebaut, die 1929 mit der Deutschen Bank fusionierte. Als deutscher Architekt der Nachkriegsmoderne hatte Schwebes eine herausragende regionale Bedeutung für die Berliner Architektur in der Nachkriegszeit.
Direkt nach dem Zweiten Weltkrieg war auch das denkmalgeschützte Olex-Haus ein Standort des Finanzamtes.